# مسرح المتفرجين الشباب في أذربيجان
مسرح متفرجين الشباب لدولة أذربيجان (بالأذرية - Azərbaycan Dövlət Gənc Tamaşaçılar Teatrı) هو أحد مسرح في مدينة باكو.

## التاريخ
تم تأسيس مسرح في 15 مارس، عام 1927. وتم إنشاء مسرح باكو للأطفال على أساس حلقات التعبير الالداتى درامة لتمالذة.
في 27 مارس، عام 1927, المسرح الذي استعد على مبادرة أغاداداش قوربانوف 14 عاما من من العمر، وضعت الأساس لمسرح الأطفال في عاصمة باكو.
بدأ مسرح باكو للأطفال إلى فعاليته بشكل رسمي، عام 1928, بموجب قرار مفوضية التعليم الشعبي الأذربيجاني.
وكان أول الممثلين والمخرجين لمسرح أغاداداش قوربانوف، وماماداغا داداشوف، ويوسف إمينلي، ومينا عبد اللا ييفا، ويوسف داداشوف، وسوزانا ماجدوفا وجفاهير إسكنداروفا، وسوليمان عاسكاروف، وحسيناغا ساديخوف، وكريم حسنوف، وزعفر نعماتوف، وماهرام هاشموف وعلياماد أتاييف وغيرهم.
كان مديره لجزء عدبي للمسرح، الكاتب البارز للأطفال عبد الله شايك، في عام 1937.

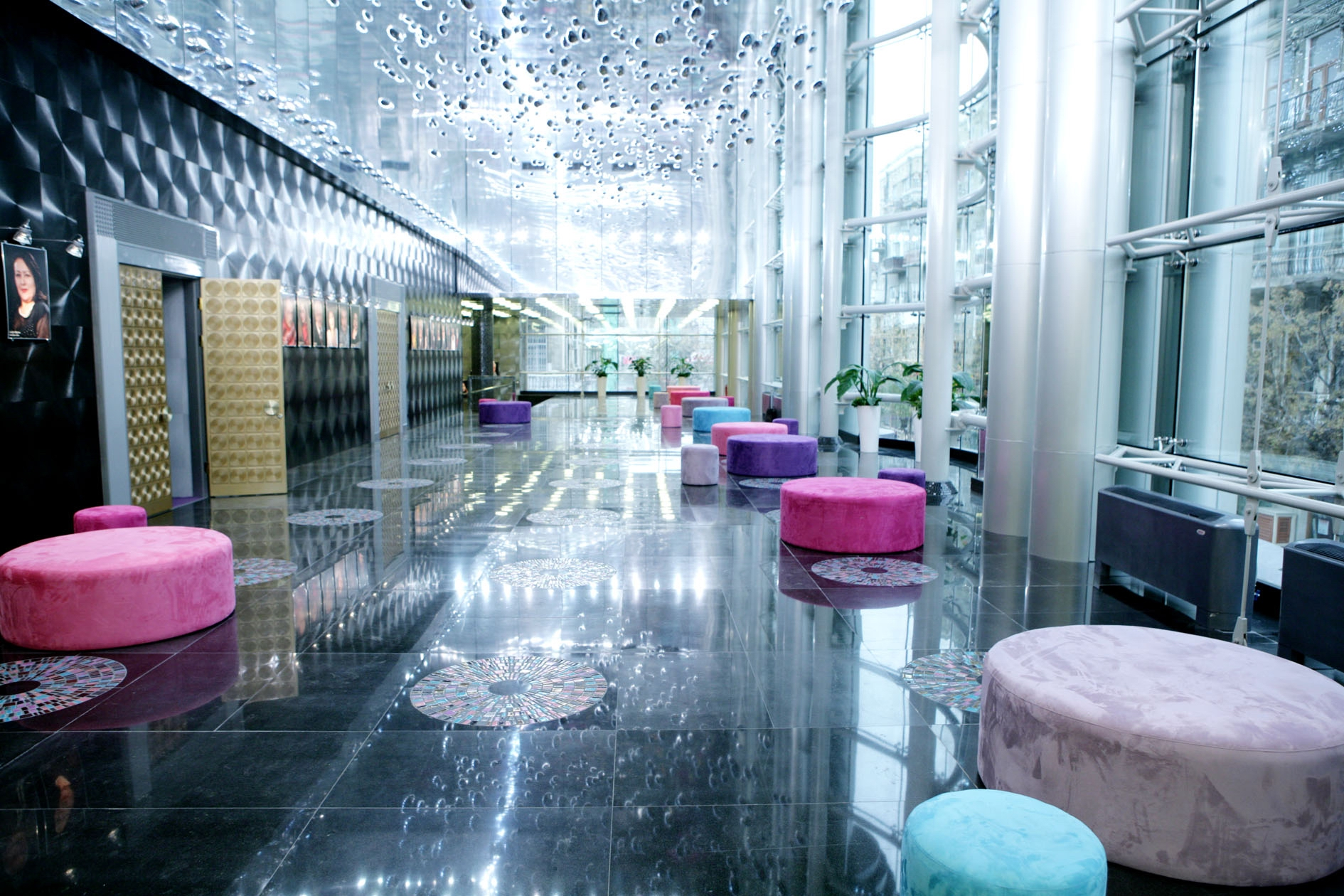
ردهة لمسرح متفرجين شباب لدولة أذربيجان

ويقع في شارع نظامي 72.

## العروض
- «فاطمة جميلة», حكاية شعبية
- «الجميلة النائمة», ب. ماروين
- «مغامرات أوليفر تويست», تشارلز ديكنز
- «تيق تيق حانيم», عبد الله شايك
- «مغامرات لملك لنكران», ميرزا فتالي أخوندوف
- «حكاية خيرس قولدور باسان», ميرزا فتالي أخوندوف
- «أوتيلو», وليم شكسبير

## الجوائز
وسام «مراتب الشرف» - 4 ينايير، عام 1979
```
جائزة لينين - عام 
1967
```

## أنظر أيضان
https://www.youtube.com/watch?v=kDoxVoT0-Zk

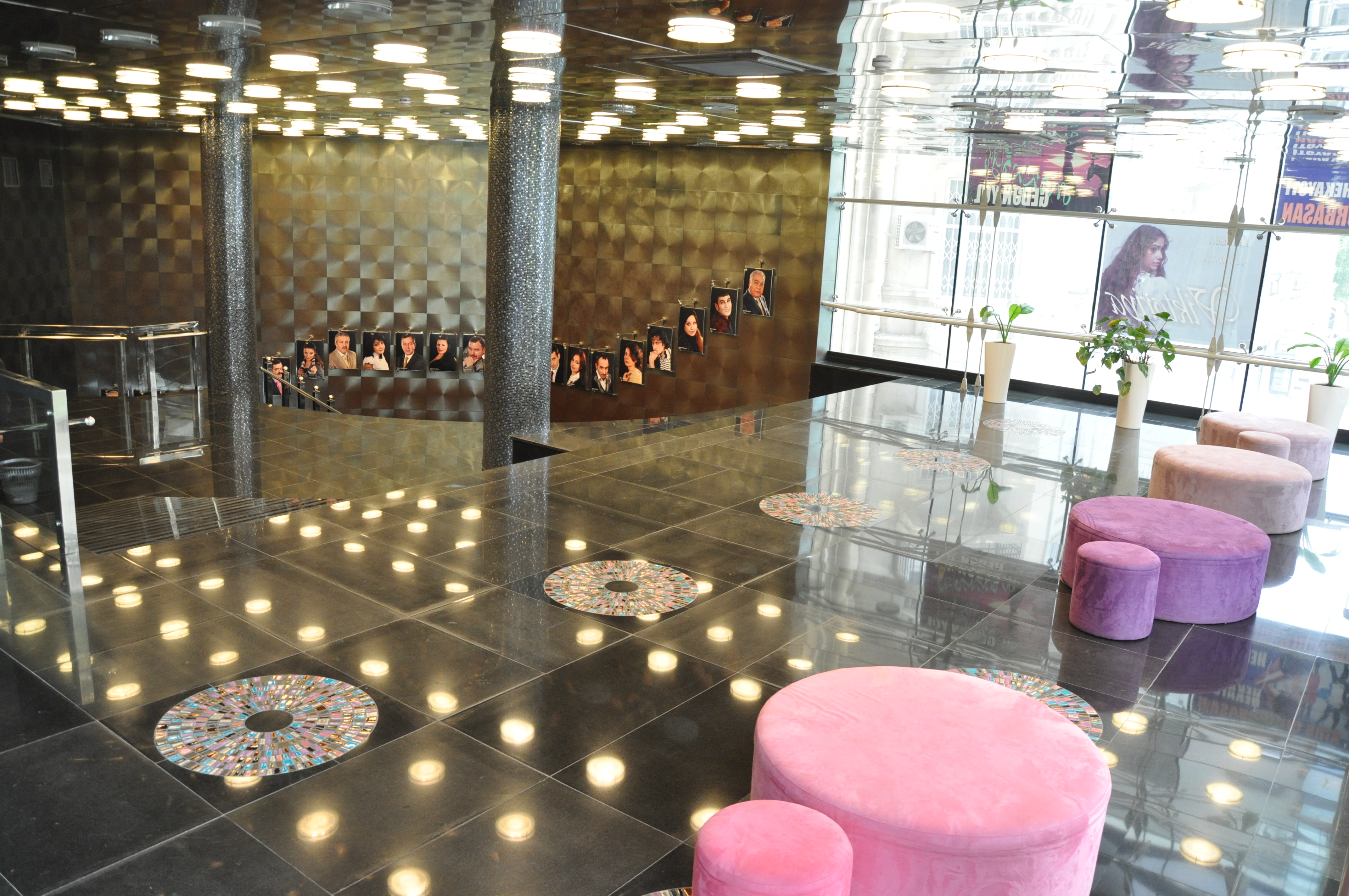
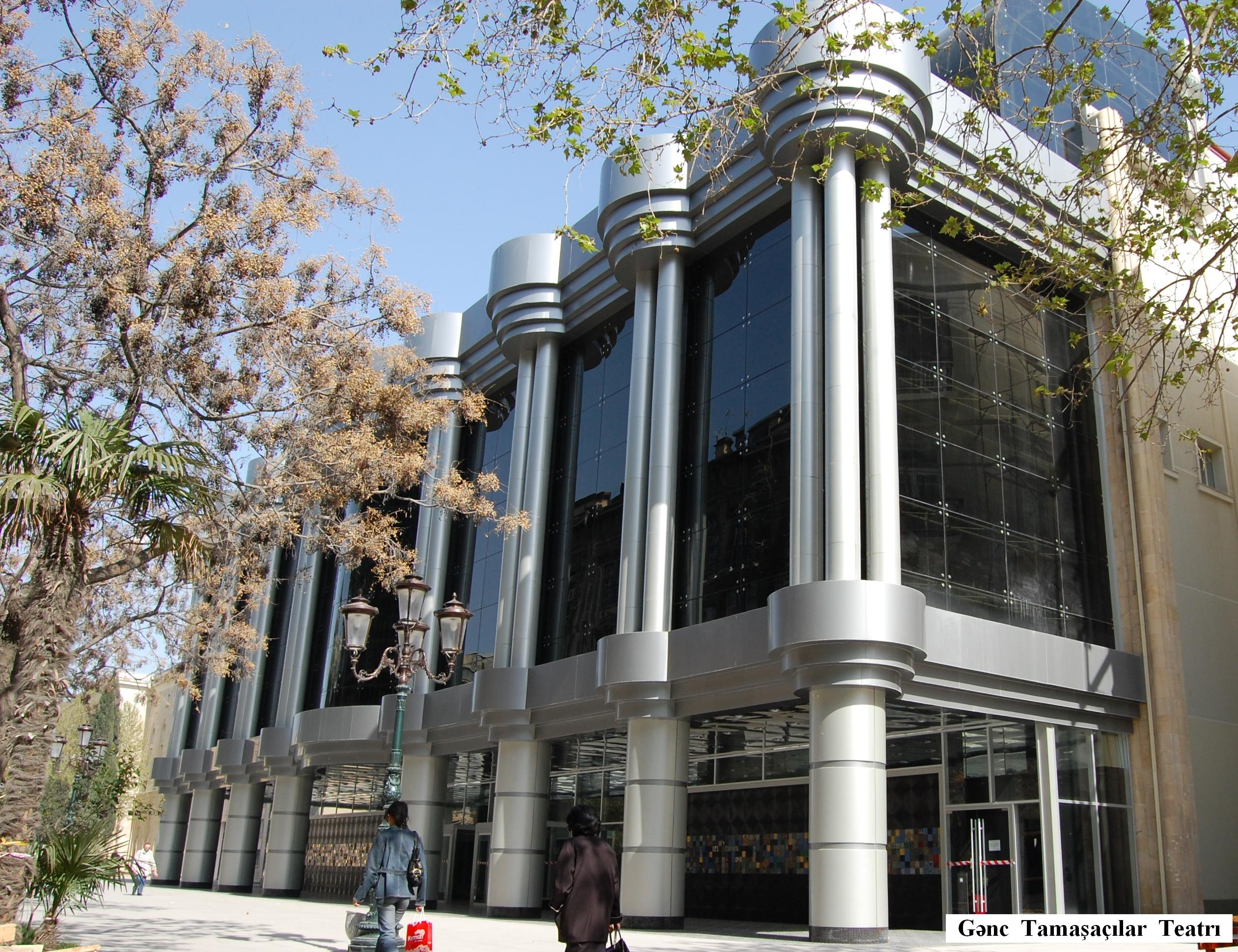
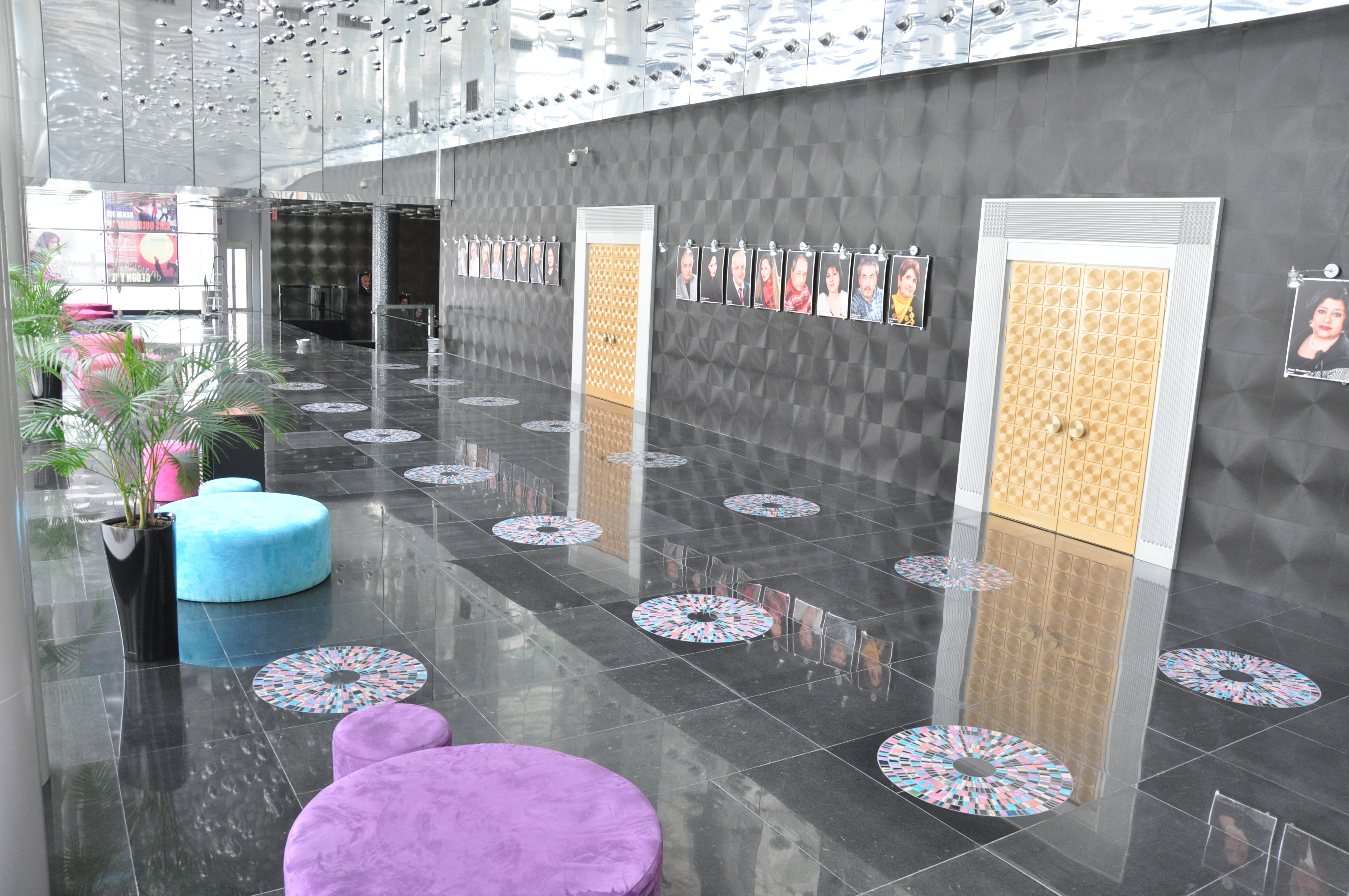
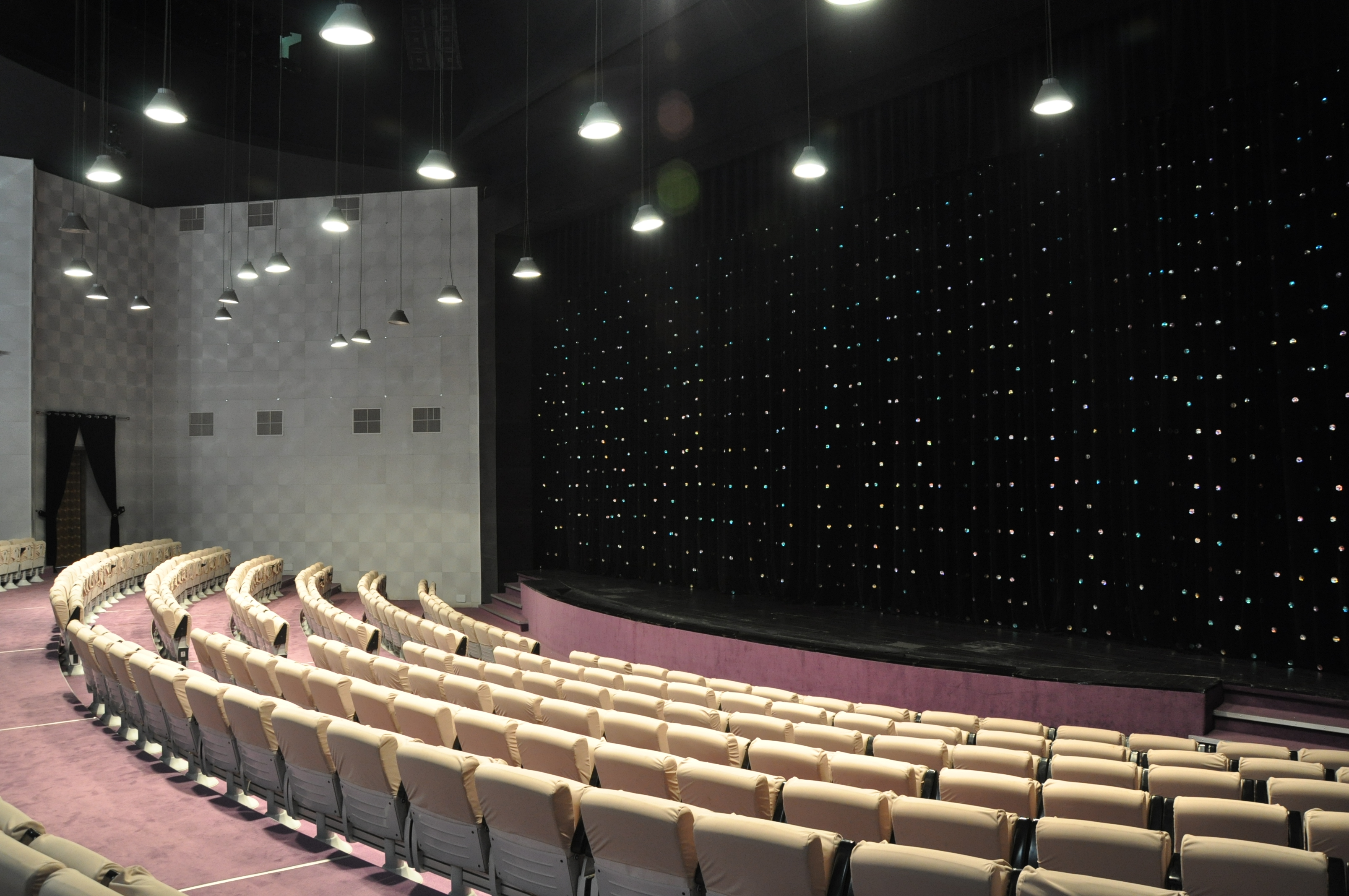